# بئر عمر
بئر عمر  قرية سوريّة تتبع إداريّاً لمحافظة حلب منطقة عين العرب ناحية مركز عين العرب، بلغ تعداد سكانها 773 نسمة حسب التعداد السكاني لعام 2004.